# Pro loco
Le Pro Loco (dal latino, letteralmente «a favore del luogo») sono associazioni senza scopo di lucro, nate con scopi di promozione e sviluppo del territorio. Norme di carattere regionale ne stabiliscono l'appartenenza o meno all'albo regionale, valutata la presenza di determinati requisiti. L'ente rappresentativo delle Pro Loco è l'Unione Nazionale delle pro loco d'Italia (UNPLI), presente in Italia dal 1962, riconosciuta nel 2020 come Rete Nazionale RUNTS che associa 6200 Pro Loco. La prima pro loco in Italia è nata nel 1881 a Pieve Tesino, in Trentino-Alto Adige, allora territorio dell'Impero austro-ungarico. 

## Storia
Alla fine del XIX secolo, sull'esempio dei comitati di cura e delle Società di Abbellimento o per il concorso di forestieri, iniziano a nascere dei comitati cittadini che adottano come denominazione la semplice preposizione "pro" davanti al nome della località dove operano; naturalmente "pro" indica la volontà di lavorare a favore del proprio paese, generalizzando molto il campo d'azione di queste Associazioni, cosa che porterà alla creazione di vari modelli di sviluppo di questi enti dal denominatore comune.
Alcuni anni dopo (di mezzo c'è una guerra mondiale) le pro loco, sollecitate dall'ENIT (Ente nazionale italiano per il turismo) nato nel 1919, iniziano a diffondersi su tutto il territorio nazionale; già nel 1921, a cura di A. Trulli, viene pubblicato dallo stesso ente un opuscolo in cui si tracciano le linee guida per la nascita di queste associazioni: «Tra noi, purtroppo, la coscienza di queste verità (tanto ovvie, che in Svizzera ed in Francia hanno portato alla costituzione di mirabili organizzazioni di turismo ricettivo, le Sociétés Suisses de Développement ed i Syndicats d'initiative) è ancora allo stadio crepuscolare. Solo a pochi e dispersi enti locali, le Associazioni pro loco, è balenata chiaramente l’importanza della loro funzione, e a questi sono mancati i mezzi o è venuta meno la lena o sono state negate le possibilità di sviluppo e di coordinamento con istituzioni affini. Mentre il turismo attivo vanta fra noi un’organizzazione ormai studiata ed invidiataci anche dall'estero, il turismo ricettivo - che a ragione di logica avrebbe dovuto precedere l'altro, poiché non si possono invitare ospiti in casa propria senza aver prima preparato questa casa in modo da renderla degna di riceverli - è ancora nell'infanzia; in moltissimi luoghi dove bellezza di posizione e d'arte lo dovrebbe aver già largamente sviluppato, esso non ha dato ancora i primi vagiti, o, datili, s'è subito addormentato».
L'ENIT si preoccupò di adattare le Associazioni pro loco alle condizioni italiane tanto da tratteggiare, addirittura, sulle pagine delle Vie d'Italia, un organico piano d’azione secondo il quale ciascuna pro loco, di cui avrebbero dovuto far parte gli esercenti e tutti gli interessati al turismo locale, avrebbe mantenuta piena autonomia pur agendo in coordinazione con il massimo Ente; venne previsto, inoltre, che tutte le pro loco sarebbero state raggruppate in federazioni regionali facenti capo ad una Pro-Regioni, composta di esperti di materie turistiche integrati con rappresentanti dei principali enti nazionali turistici.
Questo programma, però, non venne mai attuato; le tendenze accentratrici dello Stato spinsero alla istituzione, nel 1926, delle AA.AA.C.S.T. (Aziende Autonome Cura, Soggiorno, Turismo) che, dipendendo dal Ministero degli Interni, risultavano di più facile controllo. È vero che, in epoca successiva, il progetto veniva ripreso tanto che, nel 1936, il Ministero della Stampa e della Propaganda sollecitava, con una circolare contenente precise direttive, gli EE.PP.T. (enti provinciali al turismo) a favorire l'istituzione delle pro loco, ma la serie di controlli e di vincoli posti a carico delle stesse ne ritardò notevolmente lo sviluppo.
Giovanni Mariotti, nell’opuscolo L’Italia turistica pubblicato nel 1929 a proposito delle pro loco, scrive: «il campo d'azione di questi Enti fu ed è assai vasto. Esso comprende infatti l'organizzazione dei servizi di stagione ed il controllo dei pubblici locali, il funzionamento di speciali servizi di informazione, il controllo degli alberghi, il miglioramento delle passeggiate, dei parchi e dei giardini, la propaganda e la pubblicità delle prerogative locali ed altri compiti minori. Grandi furono i benefici ottenuti con l'azione volenterosa delle Associazioni turistiche locali. E ancora maggiori sarebbero stati ove esse avessero potuto contare su mezzi finanziari meno ristretti di quelli che possedevano».
A queste parole di riconoscimento non seguirono mai fatti concreti.
Lo Stato quindi, nel periodo in esame, tiene nella giusta considerazione le pro loco sollecitandone addirittura la nascita, come si può chiaramente notare le precise indicazioni tendevano all'istituzione di enti che potessero essere uniformi nelle caratteristiche statutarie e nella composizione ma che fossero anche facilmente controllabili. Resta il fatto che lo Stato dopo aver puntato decisamente sulle proprie neonate strutture pubbliche, in virtù di esperienze evidentemente non troppo esaltanti, tornò decisamente sull'argomento pro loco. Infatti nel 1940, a cura del dott. Guido Saraceni, per le edizioni della Rassegna moderna, viene pubblicato un sostanzioso opuscolo intitolato Aziende Autonome per le Stazioni di Cura, Soggiorno e Turismo e Associazioni pro loco contenente un riepilogo delle norme di funzionamento, uno stralcio del codice civile sulle associazioni non riconosciute (come le pro loco) ed un interessante elenco dei presidenti e dei segretari delle associazioni pro loco, allora, ufficialmente, riconosciute. Nel lungo e minuzioso elenco è interessante notare che le due cariche più importanti sono ricoperte, nella stragrande maggioranza dei casi, da nobili e notabili del luogo, segno dell'importanza che veniva attribuita a questi enti e al ruolo che essi svolgevano a favore della località dove operavano. Questo solo per ribadire le nobili origini delle pro loco che in questo modo potranno vantare un'ulteriore specificità, una diffusione popolare ed un "sangue blu" di derivazione aristocratica.
Gli anni terribili che seguirono, con l'intero continente spazzato dal letale ciclone della II guerra mondiale, non alimentarono di certo il turismo e le iniziative legate ad esso, come la nascita o l'attività delle pro loco, ma con la fine del conflitto e la ricostruzione queste Associazioni ripresero la loro costante proliferazione ed il movimento recuperò corpo e coraggio anche se dallo Stato non arrivarono cenni positivi. Un timidissimo segnale ci fu molti anni dopo con uno pseudo tentativo di finanziamento: l'art. 2b della legge 174 del 4 marzo 1958, il quale stabiliva che i comuni, con i proventi dell'imposta di soggiorno, dovevano provvedere anche al sostentamento delle pro loco, ma l'imposta fu motivo di infinite discussioni: si argomentava sulle modalità di applicazione, sull'opportunità di tassare i turisti, sui termini di riscossione. Tranne qualche eccezione (le nove pro loco operanti nelle frazioni del Comune di Roma ricevevano negli anni ottanta, per la realizzazione delle loro iniziative, una cinquantina di milioni a testa derivanti dalla tassa di soggiorno) anche questi finanziamenti stentarono ad arrivare a destinazione.
Il 1º gennaio 1989 i denigratori del balzello ottengono l'annullamento dell'imposta, scompare una delle pochissime forme di finanziamento delle pro loco.
Per dovere di cronaca bisogna tornare indietro di una quindicina di anni ed esattamente al 1965, quando lo Stato, con D.M. del 7 gennaio 1965 e successiva modifica del 19 luglio, istituisce l'Albo nazionale delle associazioni pro loco, tenuto dal non ancora abolito Ministero del turismo e spettacolo; per essere inseriti occorre rispondere a determinati requisiti contenuti nel decreto, tendente ad impedire la proliferazione incontrollata di questi enti. La responsabilità della tenuta dell'Albo viene trasferita alle regioni con il D.P.R. n. 6 del 14/01/1972, in virtù del quale diventano, anche grazie alla nuova legge quadro sul turismo, la 217/1983, i nostri principali enti pubblici di riferimento. Naturalmente le venti leggi regionali derivate dalla legge nazionale 217 non possono essere identiche perché concepite in luoghi diversi, da persone diverse, con esigenze diverse; alcune funzionano dal nostro punto di vista meglio, alcune peggio; sarà la nuova legge quadro, già approvata al Senato e all'esame del comitato ristretto della Commissione Turismo della Camera dei Deputati, a portare nuove indicazioni e a sancire un riconoscimento definitivo delle pro loco.
Per finire un breve accenno alla questione degli aspetti legislativi che per le pro loco sono regolati dalle leggi regionali e quindi variano a seconda della regione di appartenenza.

### Le Pro Loco oggi
Oggi, le Pro Loco vengono riconosciute come strutture di valore e spessore culturale, veri e propri volani per l’economia locale oltre che il braccio operativo delle amministrazioni comunali. Le principali attività che svolgono mirano alla valorizzazione dell’immenso patrimonio culturale materiale e immateriale dell'Italia, alla tutela delle tradizioni folkloristiche, culinarie e storiche della penisola italiana oltre che alla salvaguardia dei dialetti locali che caratterizzano i borghi.

## Descrizione

### Le attività
Le Pro Loco sono associazioni di promozione sociale che operano in campo turistico, culturale, ambientale, sociale ed enogastronomico. Circa la metà delle Pro Loco gestisce mostre d’arte, musei e biblioteche, ma organizza anche convegni e seminari. Più di una su tre realizza manifestazioni sportive e attività per la salvaguardia ambientale. È il caso di molte Pro Loco in Lombardia che gestiscono circoli ricreativi e campetti da calcio che curano e mettono a disposizione della comunità. Altre Pro Loco, invece, gestiscono spettacoli cinematografici, teatrali e musicali. Inoltre, vengono organizzati tantissimi altri eventi che vanno dalle animazioni per i bambini alle raccolte fondi per le proprie attività o per istituzioni benefiche.

### Gli organi
L'organo rappresentativo è l'assemblea composta dai soci stessi della Pro Loco. L'assemblea elegge il Presidente che ha funzioni di rappresentanza e la responsabilità gestionale e amministrativa dell'associazione. Il Consiglio direttivo eletto in assemblea associativa. Gli altri organi sono rappresentati dai revisori dei conti e dal collegio dei probiviri.

## Riferimenti normativi

### Regione Puglia
- Legge regionale n. 25 dell'11 giugno 2018 - Disciplina della associazione pro loco

### Regione Veneto
- Legge regionale n. 34 del 22 ottobre 2014 - Disciplina delle associazioni Pro Loco

1. ↑  Pieve tesino: il paese e la Pro Loco Pieve Tesino. Conca del Tesino. Catena del Lagorai. Provincia di Trento. Trentino Alto Adige. Italia Archiviato il 10 gennaio 2014 in Internet Archive.